# 加尔伦达
加尔伦达（義大利語：Garlenda），是意大利萨沃纳省的一个市镇。总面积8.26平方公里，人口1251人，人口密度151.5人/平方公里（2009年）。ISTAT代码为009030。